# Jón Ingi Guðmundsson
Jón Ingi Guðmundsson (ur. 16 września 1909 w Patreksfjörður, zm. 5 maja 1989 w Reykjavíku) – islandzki piłkarz wodny, olimpijczyk.
Uczestnik Letnich Igrzysk Olimpijskich 1936 w Berlinie. Wraz z drużyną narodową wystąpił we wszystkich trzech meczach fazy grupowej (grał na pozycji bramkarza). Islandia rozegrała spotkania przeciwko reprezentacjom: Szwajcarii (1–7), Szwecji (0–11) i Austrii (0–6). Islandczycy zajęli ostatnie miejsce w grupie, a w końcowej klasyfikacji ostatnie 13. miejsce wraz z trzema innymi zespołami.